# Federico Senén
Federico Senén López-Alonso (León, 12 de agosto de 1901 - Madrid, 8 de marzo de 1961), violinista y musicólogo español.

## Biografía
Su padre, que era músico militar, le dio las primeras lecciones de violín desde la edad de seis años y a los diez actuó en África ante los infantes de Borbón. Desde los once fue tutelado por el escritor Benito Pérez Galdós, al par que famoso novelista, también crítico musical; estudió en el Real Conservatorio de Madrid con su director, Antonio Fernández Bordas, y con Julio Francés, y armonía con Benito García de la Parra. Se licenció con las mejores notas y ganó diploma de primera clase y el premio Sarasate en 1920; marchó con una beca a París, donde estudió cuatro años con Lucien Capet; en 1922 obtuvo el premio de virtuosismo o interpretación en la Escuela Municipal de París; también asistió a un curso de interpretación de clavecín dirigido por Wanda Landowska. Desde 1923 dirigió la Banda de Música de Gijón. En 1924 llevó la crítica musical del diario ovetense La Voz de Asturias. En 1925 hizo un viaje artístico por Hispanoamérica (Argentina, Uruguay, Brasil, Chile). Fundó el Trío Clásico Español (1928) y el Cuarteto del Palacio Real de Madrid. Ejerció como profesor de violín en el Real Conservatorio de Música de Madrid desde 1933 y en el Colegio de Ciegos Santa Cristina de los Donados, en ambos casos hasta su muerte.
Creó y dirigió la Agrupación de Solistas Españoles (1952), amparada por la Sociedad Los íntimos de la música que presidía el doctor Carlos Jiménez Díaz. El mecenas Pedro Masavéu, promotor del premio de piano que lleva su nombre, tuteló esta agrupación, cuyo fin era difundir la música poco conocida en España de conjuntos reducidos de cuerda; con ella actuó en Europa y América y estrenó en España Las cuatro estaciones de Vivaldi; atendió un repertorio de más de trescientas piezas. En 1955 fue condecorado por la República Italiana como caballero por difundir y estudiar la música italiana; en efecto, en la década de los cincuenta introdujo y popularizó la música barroca italiana en los repertorios españoles.
Como musicólogo estudió profundamente las sonatas para violín y las ofreció en concierto en los Ateneos de Barcelona y Madrid. En la Unión Musical Española publicó (1921) una Colección de piezas fáciles para violín y piano, localizadas en el Centro de Documentación y Archivos de la Sociedad General de Autores y Editores. Fue premio March en 1961 y ese mismo año falleció en Madrid en 1961; su archivo fue donado por su heredera Margarita Duport Barrero a la Biblioteca Nacional en 2010.

## Obras
- Colección de piezas fáciles para violín y piano, Madrid: Unión Musical Española, 1921.